# Placówka Straży Celnej „Stara Huta”

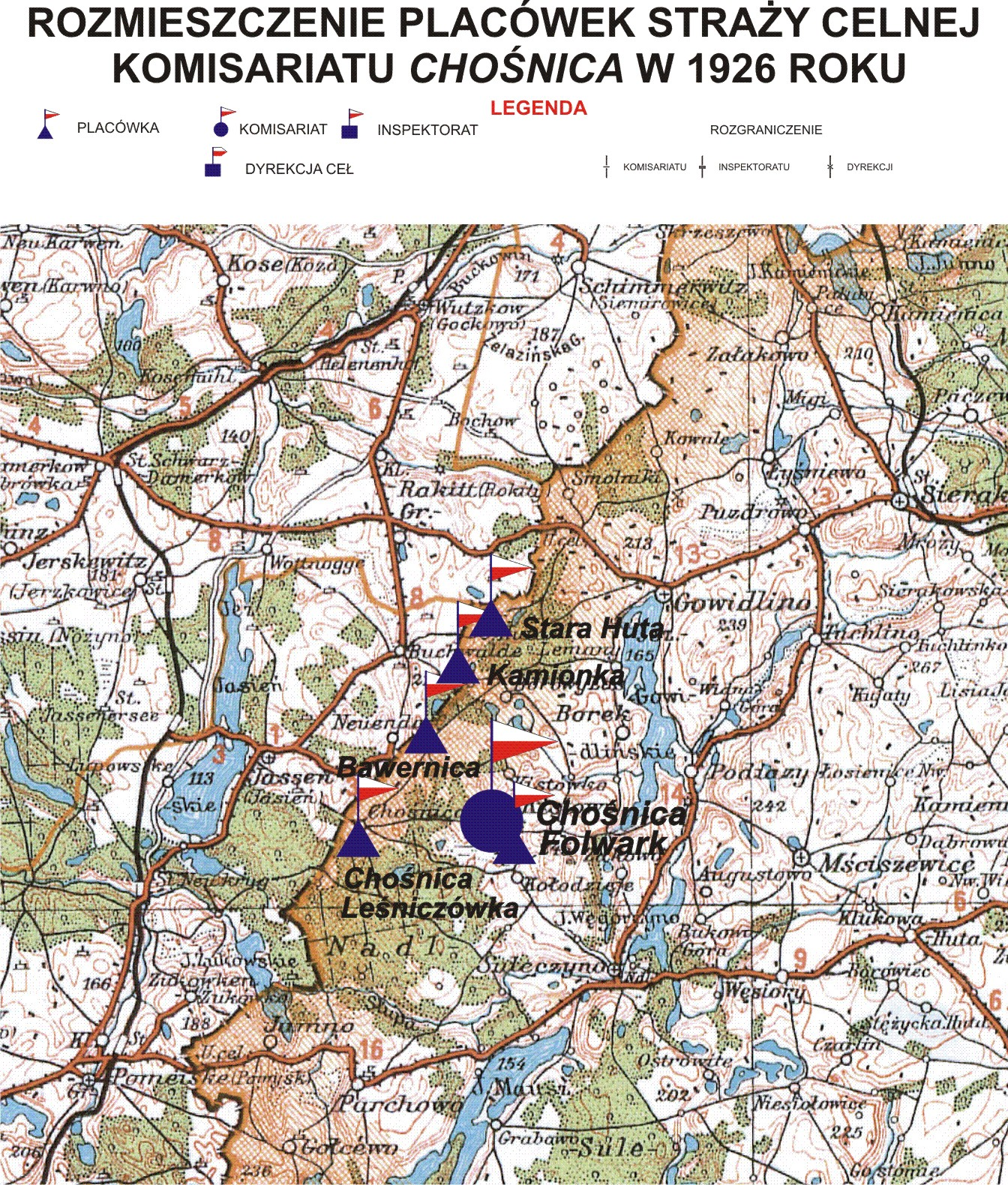
Rozmieszczenie placówek Straży Celnej Komisariatu Chośnica

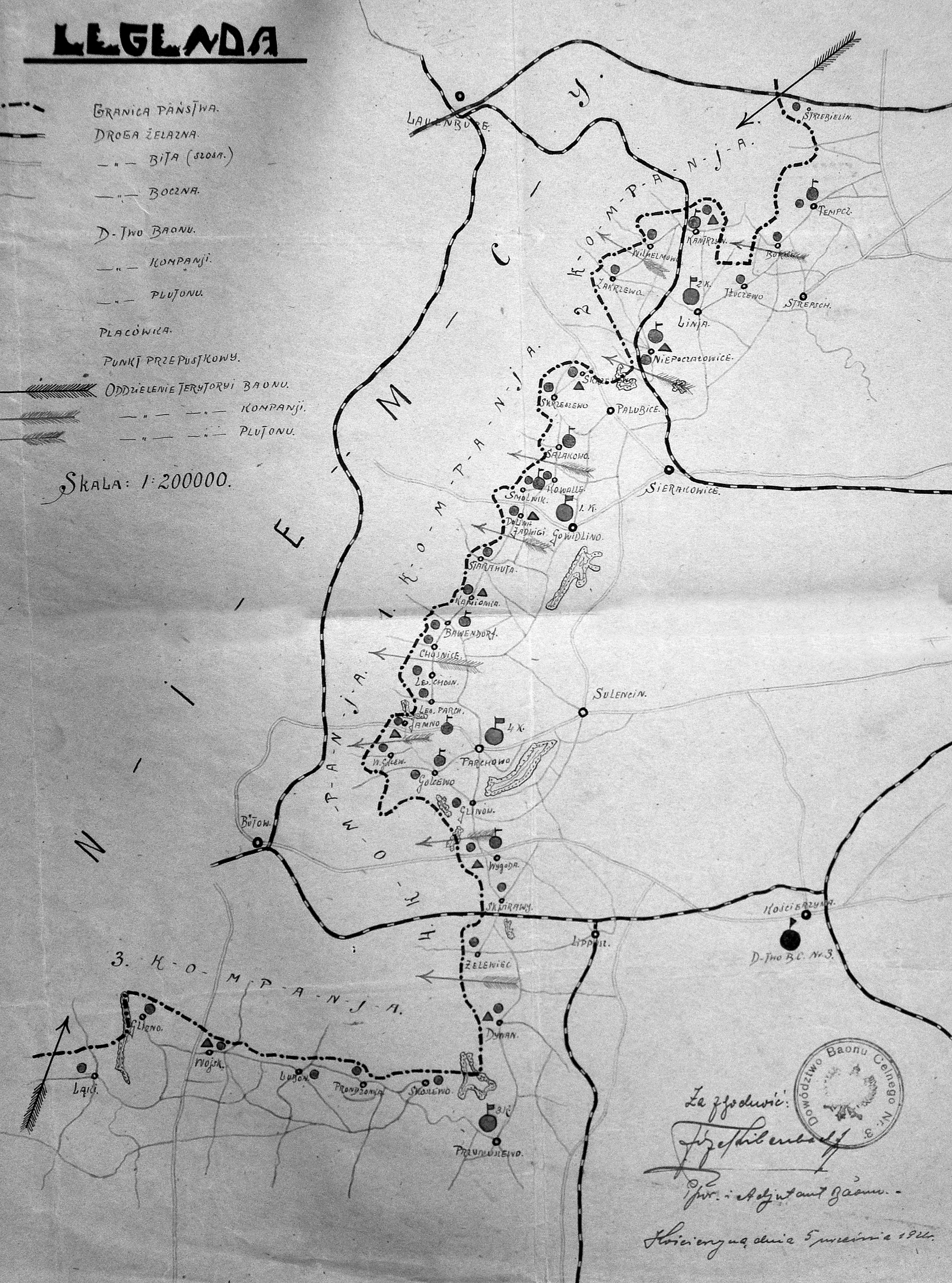
Rozmieszczenie pododdziałów
3 batalionu celnego w 1921 roku.

Placówka Straży Celnej „Stara Huta” – jednostka organizacyjna Straży Celnej pełniąca w okresie międzywojennym służbę ochronną na granicy polsko-niemieckiej.

## Formowanie i zmiany organizacyjne
Na wniosek Ministerstwa Skarbu, uchwałą z 10 marca 1920 roku, powołano do życia Straż Celną. Jednostki Straży Celnej rozpoczęły przejmowanie odcinków granicy od pododdziałów Batalionów Celnych. W 1921 roku w Gowidlinie stacjonował sztab 1 kompanii 3 batalionu celnego. 1 kompania celna wystawiła między innymi placówkę w Starej Hucie. W 1922 roku w Gowidlinie stacjonował sztab 2 kompanii 17 batalionu celnego. 2 kompania celna wystawiła między innymi placówkę w Starej Hucie. Proces tworzenia Straży Celnej trwał do końca 1922 roku. Placówka Straży Celnej „Stara Huta” weszła w podporządkowanie komisariatu Straży Celnej „Chośnica” z Inspektoratu SC „Kościerzyna”.
W drugiej połowie 1927 roku przystąpiono do gruntownej reorganizacji Straży Celnej. W praktyce skutkowało to rozwiązaniem tej formacji granicznej. Ochronę północnej, zachodniej i południowej granicy państwa przejęła powołana z dniem 2 kwietnia 1928 roku Straż Graniczna. W strukturach nowo powstałej formacji nie odtworzono placówki „Stara huta”.

## Służba graniczna
Sąsiednie placówki
- placówka Straży Celnej „Smolniki” ⇔ placówka Straży Celnej „Kamionka” – 1926[10]

## Funkcjonariusze placówki
Kierownicy placówki
| stopień          | imię i nazwisko, numer     | okres pełnienia służby | kolejne stanowisko |
| ---------------- | -------------------------- | ---------------------- | ------------------ |
| starszy strażnik | Stanisław Kowalczyk (1832) | był w 1926             |                    |

Obsada personalna placówki w 1926:
- starszy strażnik Stanisław Kowalczyk (1832)
- strażnik Józef Tkaczyk (2163)
- strażnik Mieczysław Szojda (3238)
- strażnik Jan Mikołajczak (3193)
- strażnik Maksymilian Talpa (231)